# オドアルド2世・ファルネーゼ
オドアルド2世・ファルネーゼ（Odoardo II Farnese, 1666年8月12日 - 1693年9月6日）は、パルマ及びピアチェンツァ公公子。

## 生涯
彼は、パルマ公ラヌッチョ2世・ファルネーゼとその2番目の妻のイザベッラ・デステの間に生まれた。

## 家族
プファルツ選帝侯フィリップ・ヴィルヘルムの娘ドロテア・ゾフィア・フォン・プファルツ＝ノイブルクと結婚、2子をもうけた。
- アレッサンドロ・イニャツィオ（1691年 - 1693年）
- エリザベッタ（1692年 - 1766年） - スペイン王フェリペ5世妃

長男アレッサンドロの死から1ヶ月後にオドアルドが亡くなった。ドロテア・ゾフィアは1695年12月8日、オドアルドの異母弟フランチェスコと再婚した。1694年に父の死により、フランチェスコはパルマ公となった。